# 二碘化鑀
二碘化鑀一種由鑀和碘所組成的二元無機化合物，其化學簡式為EsI2。

## 合成
二碘化鑀可由三碘化鑀和氫氣反應獲得：
{\displaystyle {\ce {2EsI3 +H2-> 2EsI2 +2HI}}}

## 物理性質
常溫常壓下二碘化鑀為一固體。